# Antonio Martín Espina
Pour les articles homonymes, voir Antonio Martín.
Antonio Martín ou Antonio Martín Espina né le 18 juin 1966 à Madrid, est un joueur espagnol de basket-ball.

## Biographie
Frère de l'un des joueurs les plus prestigieux du Real Madrid, Fernando Martín Espina, cet ancien joueur a débuté à l'Estudiantes. Puis il fera toute sa carrière, à part une année en NCAA, dans le club madrilène du Real.
Avec celui-ci, il gagne la Coupe des clubs champions en 1995, au côté de Arvydas Sabonis, après avoir remporté une Coupe des Coupes en 1989 aux côtés de l'autre grande star européenne Dražen Petrović. Il remporta finalement trois fois cette compétition avec les victoires en 1984 et 1992.
Sur la scène sibérique, il remporte cinq titres de champion et coupe d'Espagne.
En 2005, il succède à Lolo Sainz à la direction des opérations basket du Real Madrid.

## Club
- 1982-1983 :  Estudiantes Madrid
- 1983-1986 :  Real Madrid
- 1986-1987 :  Pepperdine University (NCAA)
- 1987-1993 :  Real Madrid

## Palmarès

### Club
compétitions internationales 
- Vainqueur de la Coupe des clubs champions 1995
- Vainqueur de la Coupe des Coupes 1984, 1989, 1992
- Vainqueur de la Coupe Korać 1988

 compétitions nationales 
- Champion d'Espagne 1984, 1985, 1986, 1993, 1994
- Vainqueur de la Coupe d'Espagne

### Championnat d'Europe
- Championnats d'Europe 1991 à Rome, Italie
  -  Médaille de bronze

### Compétitions de jeunes
- Médaille d'argent Championnat d'Europe des moins de 18 ans 1983

- Autres
  - Début en Équipe d'Espagne en 1987 face à la Hongrie

## Distinction personnelle
- Élu dans le meilleur cinq du championnat d'Europe 1991